# Хайнрих II (Лизгау)
Вижте пояснителната страница за други личности с името Хайнрих II.
Хайнрих II фон Лизгау (на немски: Heinrich II von Lisgau; † сл. 1007) от линията Катленбург на род Удони, е граф в Лизгау.

## Биография
Син е на граф Лотар-Удо I фон Харцефелд-Щаде († 994), който е убит през 994 г. в морска битка на Долна Елба против норманите. Майка му фон Лизгау е дъщеря на граф Зигеберт фон Лизгау. По баща е внук на граф Хайнрих фон Харцефелд-Щаде († 11 май 976) и първата му съпруга Юдит фон Ветерау († 16 октомври 973). Брат е на граф Удо фон Катленбург († сл. 1040). Близък роднина е с епископ Майнверк фон Падерборн († 1036) и с архиепископа на Бремен Унван († 1029) от род Имединги.
На 30 април 1002 г. Хайнрих II, заедно с брат му Удо и нортхаймските братя Зигфрид II и Бенно (Бернхард), убива германския кандидат за кралския трон маркграф Екехард I фон Майсен в Пфалц Пьолде. Хайнрих II е почти ненаказан от император Хайнрих II.
До 1007 г. е той е домхер в Хилдесхайм, подарява за изкупление на греховете манастир Харзефелд и след 1007 г. още е посочван като свидетел.